# Karin Thomas
Karin Thomas (ur. 3 października 1961 w Brusio) – szwajcarska biegaczka narciarska, zawodniczka klubu SC Bernina.

## Kariera
W Pucharze Świata zadebiutowała 9 lutego 1984 roku w Sarajewie, zajmując 23. miejsce w biegu na 10 km. Pierwsze pucharowe punkty zdobyła 17 marca 1984 roku w Štrbskim Plesie, gdzie zajęła 20. miejsce w biegu na 5 km (do sezonu 1984/1985 punktowało 20 najlepszych zawodniczek). Na podium zawodów tego cyklu jedyny raz stanęła 20 grudnia 1986 roku w Cogne, kończąc rywalizację w biegu na 20 km na stylem dowolnym na trzeciej pozycji. W zawodach tych wyprzedziły ją jedynie dwie Norweżki: Grete Ingeborg Nykkelmo i Marianne Dahlmo. Najlepsze wyniki osiągnęła w sezonie 1986/1987, kiedy zajęła 14. miejsce w klasyfikacji generalnej.
W 1984 roku wzięła udział w igrzyskach olimpijskich w Sarajewie, gdzie zajęła między innymi 22. miejsce w biegu na 20 km i szóste w sztafecie. Na rozgrywanych cztery lata później igrzyskach w Calgary była czwarta w sztafecie i szesnasta w biegu na 20 km stylem dowolnym. Wystąpiła też na mistrzostwach świata w Seefeld w 1985 roku, gdzie jej najlepszymi wynikami były szóste miejsce w sztafecie oraz czternaste w biegu na 5 km stylem klasycznym. Czternaste miejsce zajęła też na dystansie 20 km podczas mistrzostw świata w Oberstdorfie dwa lata później.

## Osiągnięcia

### Igrzyska olimpijskie
| Miejsce | Dzień     | Rok  | Miejscowość | Konkurencja             | Czas biegu | Strata  | Zwyciężczyni           |
| ------- | --------- | ---- | ----------- | ----------------------- | ---------- | ------- | ---------------------- |
| 23.     | 9 lutego  | 1984 | Sarajewo    | 10 km stylem klasycznym | 31:44,2    | +2:47,4 | Marja-Lisa Hämälainen  |
| 26.     | 12 lutego | 1984 | Sarajewo    | 5 km stylem klasycznym  | 17:04,0    | +1:26,4 | Marja-Lisa Hämälainen  |
| 6.      | 15 lutego | 1984 | Sarajewo    | Sztafeta 4 × 5 km       | 1:06:49,7  | +2:50,6 | Norwegia               |
| 22.     | 18 lutego | 1984 | Sarajewo    | 20 km stylem klasycznym | 1:01:45,0  | +4:51,1 | Marja-Liisa Hämäläinen |
| 40.     | 17 lutego | 1988 | Calgary     | 5 km stylem klasycznym  | 15:04,0    | +2:00,1 | Marjo Matikainen       |
| 4.      | 21 lutego | 1988 | Calgary     | Sztafeta 4 × 5 km       | 59:51,1    | +2:08,3 | ZSRR                   |
| 16.     | 25 lutego | 1988 | Calgary     | 20 km stylem dowolnym   | 55:33,6    | +3:23,6 | Tamara Tichonowa       |

### Mistrzostwa świata
| Miejsce | Dzień       | Rok  | Miejscowość | Konkurencja             | Czas biegu | Strata  | Zwyciężczyni            |
| ------- | ----------- | ---- | ----------- | ----------------------- | ---------- | ------- | ----------------------- |
| 15.     | 19 stycznia | 1985 | Seefeld     | 10 km stylem dowolnym   | 30:54,8    | +1:39,1 | Anette Bøe              |
| 14.     | 21 stycznia | 1985 | Seefeld     | 5 km stylem klasycznym  | 15:14.8    | +50,8   | Anette Bøe              |
| 6.      | 23 stycznia | 1985 | Seefeld     | Sztafeta 4 × 5 km       | 1:04:50,1  | +3:00,1 | ZSRR                    |
| 18.     | 26 stycznia | 1985 | Seefeld     | 20 km stylem klasycznym | 59:19,1    | +3:56,0 | Grete Ingeborg Nykkelmo |
| 8.      | 18 lutego   | 1987 | Oberstdorf  | Sztafeta 4 × 5 km       | 58:08,8    | +2:26,8 | ZSRR                    |
| 14.     | 20 lutego   | 1987 | Oberstdorf  | 20 km stylem dowolnym   | 57:20,5    | +2:35,5 | Marie-Helene Westin     |

### Puchar Świata

#### Miejsca w klasyfikacji generalnej
- sezon 1983/1984: 66.
- sezon 1984/1985: 30.
- sezon 1985/1986: 33.
- sezon 1986/1987: 14.
- sezon 1987/1988: 32.

#### Miejsca na podium
| Nr | Dzień      | Rok  | Miejscowość | Konkurencja           | Czas biegu | Strata | Miejsce | Zwycięzca               |
| -- | ---------- | ---- | ----------- | --------------------- | ---------- | ------ | ------- | ----------------------- |
| 1. | 20 grudnia | 1986 | Cogne       | 20 km stylem dowolnym | ?          | ?      | 3.      | Grete Ingeborg Nykkelmo |